# Wes Brisco
Pour les articles homonymes, voir Brisco.
Wesley Brisco, plus connu sous le nom de Wes Brisco, est un catcheur américain né le 21 février 1983 à Tampa en Floride. Il a travaillé à la Total Nonstop Action Wrestling en tant que membre des Aces & Eights.

## Carrière

### World Wrestling Entertainment (2009-2010)

#### Florida Championship Wrestling (2009-2010)
Il débute le 3 mars 2009 en gagnant une bataille royale. Le 12 septembre 2010, il bat Jinder Mahal. Le 4 novembre, il remporte avec Xavier Woods le FCW Florida Tag Team Champion en battant Johnny Curtis et Derrick Bateman. Il laisse le titre vacant le 1er décembre à la suite d'une blessure.

### Total Nonstop Action Wrestling (2012-2014)

#### Début, Alliance avec Kurt Angle et Rivalité avec Aces & Eights (2012-2013)
Brisco fait ses débuts le 11 octobre à Impact Wrestling,il discute avec Kurt Angle.Trois jours plus tard à Bound for Glory,Brisco est apparu lors de l'entrée de Kurt Angle.Brisco commencerait alors à rivaliser avec Aces & Eights aux côtés de Kurt Angle, après repousser les Aces & Eights avec un tuyau métallique au cours d'un match de Aces & Eights entre Garett Bischoff et Kurt Angle.Kurt Angle à demander au juge du Gut Check de faire participé Wes Brisco.Lors de l'Impact Wrestling du 22 novembre, il bat Garett Bischoff dans le Gut Check Challenge.Lors de Impact Wrestling du 29 novembre,les juges du Gut Check lui donne un contrat avec la TNA à la suite de ses bonnes performances de la semaine dernière. Lors de Final Résolution, lui, Kurt Angle, Garett Bischoff et Samoa Joe battent les Aces & Eights. Lors de Impact Wrestling du 13 décembre,il gagne avec Garett Bischoff contre Robbie E et Robbie T.

#### Heel Turn, Aces & Eights et Départ (2013-2014)
Lors d'Open Fight Night du 31 janvier 2013, il attaque Kurt Angle et effectue un Heel Turn en révélant qu'il est un membre des Aces & Eights. Lors de LockDown (2013), il gagne contre Kurt Angle avec l'aide de D-Lo Brown. Lors de Impact Wrestling du 28 mars, il gagne avec DOC et Garett Bischoff contre Eric Young, James Storm et Kurt Angle. Le 23 mai, il perd contre Magnus par DQ après une intervention de Garett Bischoff et DOC. Lors de Slammiversary XI, lui, M. Anderson et Garett Bischoff perdent contre Samoa Joe, Jeff Hardy et Magnus dans un 6-Man Tag Team Match. Lors de l' Impact Wrestling du 5 septembre, lui et Garett Bischoff battent les TNA World Tag Team Champions James Storm et Gunner. Lors du 26 septembre, il est exclu des Aces & Eights par Bully Ray. Il est licencié de la TNA le 13 janvier 2014.

#### Retour d'un soir (2022)
Le 16 juin à Impact, lui et Garett Bischoff effectuent leur retour lors d'une interivew en coulisse avec Gia Miller avec leur tenue des Aces & Eights avant de se faire interrompre par Honor No More avec qui une bagarre éclate jusqu'à l'arrivée des officiels. Plus tard dans la soirée, lui et Garett Bischoff perdent contre Honor No More (Kenny King et Vincent).

### Retour à la Florida Underground Championship (2013-...)
Il fait son retour le 29 novembre en battant Wayne Van Dyke dans un Dark Match. Le 7 mars 2014, il bat Michael Tarver est remporte le NWA Florida Heavyweight Championship.

### New Japan Pro Wrestling (2014)
Le 14 avril 2014, la New Japan Pro Wrestling annonce qu'il fera ses débuts à la fédération, le 3 mai à Wrestling Dontaku 2014,. Lors de Wrestling Dontaku 2014, il perd contre Satoshi Kojima et ne remporte pas le NWA World Heavyweight Championship,. Lors de Back to the Yokohama Arena, lui et Rob Conway perdent contre Tencozy (Hiroyoshi Tenzan et Satoshi Kojima) dans un Three-way tag team match qui comprenaient également Killer Elite Squad (Davey Boy Smith, Jr. et Lance Archer) et ne remportent pas les NWA World Tag Team Championship,.

## Palmarès
- Atomic Revolutionary Wrestling
  - 1 fois ARW Heavyweight Championship
  - 1 fois ARW Tag Team Championship avec Garett Bischoff
  - 1 fois ARW Next Level Championship

- Continental Wrestling Federation
  - 1 fois CWF Tag Team Champion avec JD Maverick

- Florida Championship Wrestling
  - 1 fois FCW Florida Tag Team Champion avec Xavier Woods

- Great North Wrestling
  - 2 fois GNW Canadian Champion[20]
  - 1 fois GNW World Television Champion

- NWA Florida Underground Wrestling
  - NWA Florida Heavyweight Championship (1 fois)
  - FUW Cuban Heavyweight Championship (1 fois)

- Ring Warriors
  - 1 fois Ring Warriors Global Tag Team Champion avec Cassidy Riley

- Paragon Pro Wrestling
  - 1 fois PPW World Champion
  - 1 fois PPW Tag Team Champion avec Jesse Sorensen

- Total Nonstop Action Wrestling
  - Vainqueur du TNA Gut Check